# Obor (metrostation)
Obor is een metrostation in Boekarest. Obor ligt in het noordoosten van de stad. Het station werd geopend op 17 augustus 1989 en wordt bediend door lijn 1. De dichtstbijzijnde stations zijn Ștefan cel Mare en Iancului. De naam Obor verwijst naar de gelijknamige wijk en markt.
Van Dristor 2 tot Pantelimon:
Dristor 2 · Piața Muncii · Iancului · Obor · Ştefan cel Mare · Piața Victoriei · Gara de Nord 1 · Basarab · Crângaşi · Semănătoarea · Grozăveşti · Eroilor · Izvor · Piaţa Unirii · Timpuri Noi · Mihai Bravu · Dristor 1 · Nicolae Grigorescu · Titan · Costin Georgian · Republica · Pantelimon